# Ammothella tubicen
Ammothella tubicen är en havsspindelart som beskrevs av Stock, J.H. 1978. Ammothella tubicen ingår i släktet Ammothella och familjen Ammotheidae. Inga underarter finns listade i Catalogue of Life.